# مجموعة مدارس الإقامة
مجموعة مدارس الإقامة (بالفرنسية: Groupe Scolaire La Résidence، تعرف اختصارًا: GSR) هي مدرسة فرنسية دولية في الدار البيضاء المغرب. تخدم المجموعة في مجال رياض الأطفال من خلال الفصل الدراسي، والسنة الأخيرة من المدرسة الثانوية (المدرسة الثانوية العليا / الكلية السادسة).
تم تأسيسها عام 1982.